# ديفيد وير (كاتب)
ديفيد وير (بالإنجليزية: David Weir)‏ هو كاتب سيناريو بريطاني، ولد في 11 فبراير 1934، وتوفي في 25 يونيو 2011 بسبب سرطان الرئة.

## وصلات خارجية
- ديفيد وير على موقع IMDb (الإنجليزية)
- ديفيد وير على موقع أول موفي (الإنجليزية)
- ديفيد وير على موقع قاعدة بيانات الأفلام السويدية (السويدية)
- ديفيد وير على موقع قاعدة بيانات الفيلم (الإنجليزية)